# إدي هيوز
إدي هيوز (بالإنجليزية: Eddie Hughes)‏ مواليد 26 مايو 1960 في غرينفيل، هو لاعب كرة سلة أمريكي سابق. بدأ مسيرته الاحترافية في سنة 1982. تم اختياره من قبل فريق لوس أنجلوس كليبرز خلال الدرافت. يبلغ طوله 5 قدم 10 بوصة (1.8 م). اعتزل اللعب في 1994.

## المسيرة الاحترافية
لعب مع يوتا جاز في سنة 1988، ثم لعب مع دنفر ناغتس في موسم 1989–1990.

## روابط خارجية
- إدي هيوز على موقع إن بي أي (الإنجليزية)
- إدي هيوز على موقع سبورتس رفرنس (الإنجليزية)
- إدي هيوز على موقع كلية كرة السلة في سبورتس رفرنس.كوم (الإنجليزية)
- إدي هيوز على موقع ريلجم (الإنجليزية)
- إدي هيوز على موقع بروبوليرز (الإنجليزية)